# Jordanoleiopus flavescens
Jordanoleiopus flavescens är en skalbaggsart som beskrevs av Stefan von Breuning 1955. Jordanoleiopus flavescens ingår i släktet Jordanoleiopus och familjen långhorningar.
Artens utbredningsområde är Gabon. Inga underarter finns listade i Catalogue of Life.